# معهد الزيتونة بصفاقس
معهد الزيتونة بصفاقس هو مؤسسة تونسية عليا تعنى بالبحث وهي تحت الإشراف المشترك بين وزارتي التعليم العالي والبحث العلمي والتكنولوجيا من جهة ووزارة الفلاحة من جهة أخرى، وتحت الإشراف المباشر من جامعة صفاقس. ويوجد مقره بطريق المطار بمدينة صفاقس.